# 皮斯托亞省
皮斯托亞省 （義大利語：Provincia di Pistoia）是意大利托斯卡纳大区的一個省。面積965平方公里，2005年人口277,028人。首府皮斯托亞。
下分20市鎮。